# Calypsachaeus calypso
Calypsachaeus calypso is een krabbensoort uit de familie van de Inachidae. De wetenschappelijke naam van de soort is voor het eerst geldig gepubliceerd in 1966 door Forest & Guinot.